# Icebreakers
Icebreakers är en organisation som samlar in pengar till Hockeyproffsens stiftelse i Västernorrland genom ishockeymatcher, golfturneringar, auktioner etc. Stiftelsen i sin tur skänker pengar och andra bidrag till sjuka och handikappade barn och ungdomar i Västernorrlands län.

## Historia
Hockeyproffsens stiftelse bildades 24 juni 2002 vid en presskonferens i Modo Hockeys dåvarande hemmaarena Kempehallen, där världsstjärnorna Peter Forsberg och Markus Näslund var med. Idén till stiftelsen och hockeylaget IceBreakers kom från Peter Forsbergs kontakter med Garth Brooks stiftelse Teammates For Kids Foundation i USA, där den här typen av välgörenhet är mycket vanlig. Inför varje sommar får Icebreakers förfrågningar om uppvisningsmatcher i hela norden och brukar spela ihop två-tre matcher varje sommar. Till större delen brukar laget bestå av spelare från Ångermanland och Medelpad, men även utomeuropeiska förstärkningar som Simon Gagne (2007) och Darcy Hordichuk (2003) har förekommit. Det är även vanligt att stiftelsen ser till att förstärka motståndarlagen med framträdande hockeyprofiler, exempelvis Pavel Datsyuk som 2005 förstärkte Björklöven i deras möte med Icebreakers. Spel med Icebreakers är ett sätt för spelarna att i slutet av sommaren få lättare matchträning innan det är dags att ansluta till respektive klubb.
Senaste matchen spelades i Örnsköldsvik mot Tre Kronor Legends den 20 mars 2022.

## Profiler som varit verksamma i Icebreakers
- Fredrik Andersson
- Nicklas Bäckström
- Alexander Edler
- Tobias Enström
- Anders Eriksson
- Kent Forsberg
- Peter Forsberg
- Robin Forssén
- Simon Gagne
- Victor Hedman
- Pierre Hedin
- Jonathan Hedström
- Darcy Hordichuk
- Hans Jonsson
- Joakim Lindström
- Fredrik Modin
- Douglas Murray
- Robert Nilsson
- Mattias Norström
- Markus Näslund
- Samuel Påhlsson
- Tommy Salo
- Andreas Salomonsson
- Daniel Sedin
- Henrik Sedin
- Alexander Steen
- Niklas Sundström
- Per Svartvadet
- Mikael Tellqvist
- Mattias Timander
- Mattias Weinhandl
- Henrik Zetterberg
- Mattias Öhlund